# منتخب بولندا لكرة الهدف للسيدات
منتخب بولندا لكرة الهدف للسيدات (بالبولندية: Reprezentacja Polski w goalballu)‏ هو ممثل بولندا الرسمي في المنافسات الدولية في كرة الهدف للسيدات
.